# Négyes
Négyes is een plaats (község) en gemeente in het Hongaarse comitaat Borsod-Abaúj-Zemplén. Négyes telt 287 inwoners (2001).